# Subak
Subak (tiếng Triều Tiên: 수박, âm Hán Việt: Thủ Bác), hay Subakgi hoặc Yusul, là một môn võ cổ của Triều Tiên. Đây có thể là tên cũ của Đài Quyền Đạo.

## Lịch sử
Ban đầu, Triều Tiên bị chia thành tam quốc Triều Tiên: Silla ở mạn Nam, Goguryeo (Koguryo) ở mạn Bắc, và Baekje ở phía Tây của Silla. Môn Thủ Bác được tạo bởi vương quốc Goguryeo.
Đây là một môn võ tập trung vào các đòn tay, chân, cầm nã và quăng/quật. Địa hình núi của Goguryeo có thể khiến chân người cứng vững hơn tay, khiến cho Thủ Bác mạnh về đòn chân hơn là tay.